# Zakia Hammoumi
Zakia Hammoumi est une joueuse internationale de rink hockey née le 1er mai 1970. 

## Biographie
En 1991, elle participe à la première édition du championnat d'Europe. Au cours de cette compétition, elle marque quatre buts.
Des joueuses sélectionnées avec elle, Sandrine Vitrac, Anne Sajoux, Delphine Lamothe, Lisette Esteves, Gaëlle Cheysson, Sophie Seguineau, Laurence Grenier, Véronique Jean, Lætitia Philippon, aucune ne sera de nouveau sélectionnée.

## Palmarès
- 8e championnat d'Europe (1991)